# Marianne Brandt (Schauspielerin)
Marianne Brandt (* 15. August 1908 in Ingolstadt; † 29. Januar 1995 in München) war eine deutsche Schauspielerin.

## Karriere
1956 gab Brandt in dem Film Zärtliches Geheimnis ihr Schauspieldebüt. Danach war sie in zahlreichen Filmen und Fernsehserien zu sehen, unter anderem in
Derrick, Tatort und Meister Eder und sein Pumuckl (als Frau Schröderbach). Schon in der Radio-Hörspielreihe hatte sie die Köchin Marie (Pumuckl und das Schlossgespenst), die Kundin Frau Meissner (Pumuckl und das goldene Herz), Frau Windlechner (Pumuckl will Schreiner werden), Eders Putzfrau Frau Eichinger (Pumuckl und der Schmutz in der ursprünglichen Fassung mit Franz Fröhlich als Meister Eder, in der Fassung mit Alfred Pongratz als Meister Eder wird sie von Josefa Samson übernommen) und eine ältere Ehefrau (Pumuckl will eine Uhr haben)  gesprochen. Alle Rollen bis auf die von Frau Meissner (welche von Katharina de Bruyn übernommen wurde) und Frau Windlechner (Grit Boettcher) wurden auch in den Langspielplatten-Hörspielen mit weniger Dialekt und teilweise anderen Dialogen und Sprechern übernommen, zudem sprach sie noch Eders Schwester, eine von zwei Passantinen in Der rätselhafte Hund (zusammen mit de Bruyn) und die alte Gärtnerin Frau Reinicke. In den neuen Hörspielen mit Gustl Bayrhammer als Meister Eder allerdings wurde sie in einem dem drei Hörspiele, in denen sie Frau Eichinger gesprochen hatte (Pumuckl geht ans Telefon), von Erni Singerl übernommen, sowie die Rollen der Passantinen in Der  rätselhafte Hund von Ilse Neubauer und Christiane Blumhoff.
In den 1970er und 1980er Jahren war Brandt zudem wiederkehrend in Filmbeiträgen der Fahndungsserie Aktenzeichen XY zu sehen.
Brandt starb 1995 nach langer, schwerer Krankheit in München.

## Filmografie
- 1955: Magdalena als Barbara Mang, die Taglöhnerin
- 1955: Die Medaille als Anna, das Dienstmädchen
- 1956: Zärtliches Geheimnis als Huberbäuerin
- 1965: Das Kriminalmuseum – Der Ring
- 1965: Der Komödienstadel – Die Stadterhebung – als Elisabeth Habermeier
- 1968: Altaich – als Frau Natterer
- 1968: Madame Legros
- 1969/1970: Königlich Bayerisches Amtsgericht – als Maria Nialinger (3 Folgen)
- 1970: Toni und Veronika
- 1972: Der Komödienstadel – Josef Filser – als Viktoria Pröbstl, die Haushälterin
- 1973: Der Komödienstadel – Die drei Eisbären – als Veronika, die Wirtschafterin
- 1974: Der kleine Doktor – Folge: Mord im Moor als Bauersfrau
- 1975–1986: Aktenzeichen XY ... ungelöst (insgesamt acht Auftritte)
- 1978: Derrick – Folge: Abendfrieden als Erna Herbach
- 1978: Der Komödienstadel – Der ledige Hof – als Kreszenz, die Hauserin
- 1979–1987: Tatort
  - 1979: Maria im Elend
  - 1981: Usambaraveilchen
  - 1987: Die Macht des Schicksals
- 1979–1983: Der Alte (in verschiedenen Rollen)
- 1982: Meister Eder und sein Pumuckl – als Frau Schröderbach (1.10,1.15,1.20. 3 Folgen)
- 1983, 1985: Polizeiinspektion 1
- 1986: Anton, wohin?
- 1986: Schafkopfrennen (5 Folgen)
- 1987: Der Millionenbauer – als Tante Josefa
- 1990/1991: Weißblaue Geschichten (6 Folgen)
- 1993: Forsthaus Falkenau – Fernsehserie (Ein Baby für Falkenau)